# Lukas Foss
Lukas Foss, geboren als Lukas Fuchs (15 augustus 1922 – 1 februari 2009), was een Duits/Amerikaanse pianist, componist en dirigent.

## Biografie
Geboren als Lukas Fuchs in Berlijn, Duitsland in 1922, werd Foss al snel erkend als een wonderkind. Hij begon op 6-jarige leeftijd met piano- en theorielessen bij Julius Goldstein [Herford] in Berlijn. Zijn ouders waren Hilde (Schindler) en de filosoof en geleerde Martin Foss. Hij verhuisde met zijn gezin naar Parijs in 1933, waar hij piano studeerde bij Lazare Lévy, compositie bij Noël Gallon, orkestratie bij Felix Wolfes en fluit bij Marcel Moyse. In 1937 verhuisde hij met zijn ouders en broer naar de Verenigde Staten, waar zijn vader (op advies van de quakers die het gezin bij aankomst in Philadelphia hadden opgenomen) de familienaam veranderde in Foss. Hij studeerde aan het Curtis Institute of Music in Philadelphia (Pennsylvania) bij Isabelle Vengerova (piano), Rosario Scalero (compositie) en Fritz Reiner (dirigent).
Bij Curtis begon Foss een levenslange vriendschap met klasgenoot Leonard Bernstein, die Foss later omschreef als een authentiek genie. In 1961 dirigeerde Bernstein de première van Foss' Time Cycle, terwijl Foss de première dirigeerde van Bernsteins Symphonic Dances van de West Side Story.
Foss studeerde ook bij Serge Koussevitzky tijdens de zomers van 1939 tot 1943 in het Berkshire Music Center (nu bekend als het Tanglewood Music Center) en als speciale student, compositie bij Paul Hindemith aan de Yale University van 1939 tot 1940. Hij werd in 1942 Amerikaans staatsburger.
Foss werd in 1953 benoemd tot hoogleraar muziek aan de UCLA, ter vervanging van Arnold Schönberg. Daar richtte hij het Improvisation Chamber Ensemble op, dat in 1962 zijn debuut maakte in Boston voor de Peabody Mason concert-serie. Hij richtte in 1963 het Center of the Creative and Performing Arts op aan de State University of New York in Buffalo (New York).
Gedurende zes afzonderlijke jaren, van 1961 tot 1987, was Foss de muziekdirecteur van het Ojai Music Festival. Van 1963 tot 1970 was hij muzikaal leider van het Buffalo Philharmonic Orchestra. Van 1971 tot 1988 was hij muzikaal leider van de Brooklyn Philharmonic (voorheen Brooklyn Philharmonia). Van 1981 tot 1986 was hij dirigent van het Milwaukee Symphony Orchestra. Hij was professor in muziek, theorie en compositie aan de Boston University vanaf 1991. Zijn opmerkelijkste studenten zijn onder andere Faye-Ellen Silverman, Claire Polin en Rocco Di Pietro.
Foss bezocht samen met Arthur Berger, Irving Fine, Alexei Haieff, Harold Shapero en Claudio Spies de Boston school. Hij was een nationale beschermheer van Delta Omicron, een internationale professionele muziekvereniging. In 2000 ontving hij een gouden medaille van de American Academy of Arts and Letters.

## Privéleven en overlijden
In 1951 trouwde Foss met Cornelia Brendel, een kunstenares en schilderes die in 1931 in Berlijn werd geboren, de dochter van kunsthistorica Otto Brendel en Maria Weigert Brendel. Het echtpaar kreeg twee kinderen, Christopher Brendel Foss, die documentairemaker en bedrijfsadviseur werd op het gebied van sociale en ecologische betrokkenheid/duurzaamheidscommunicatie, en Eliza Foss Topol, een actrice. Foss en zijn vrouw waren van 1968 tot 1972 bijna vijf jaar van elkaar gescheiden, in die tijd was Cornelia de minnaar van pianist Glenn Gould en verhuisde met de twee kinderen naar Toronto, een arrangement dat ze later een perfecte driehoek noemde.
Foss, die in zijn laatste jaren leed aan de ziekte van Parkinson, overleed in zijn huis in Manhattan op 1 februari 2009 op 86-jarige leeftijd aan een hartaanval.

## Composities
Toneel
- 1939-1940: The Tempest (1939-1940); toneelmuziek bij het toneelstuk van William Shakespeare
- 1944: The Heart Remembers, ballet voor piano
- 1944: Within These Walls , ballet voor piano
- 1944: Gift of the Magi, ballet
- 1946: Capriccio, ballet voor cello en piano
- 1949: The Jumping Frog of Calaveras County , opera in twee scènes; libretto van Jean Karsavina, naar het kort verhaal van Mark Twain; première 18 mei 1950, Indiana University
- 1953-1955: Griffelkin, opera in 3 bedrijven; libretto van Alastair Reid naar H. Foss; 6 november 1955, première op de televisie NBC
- 1959: Introductions and Good-byes, een negen minuten durende opera; libretto van Gian Carlo Menotti

Orkest
- 1941: Two Pieces
- 1944: The Prairie; orkestsuite uit de cantate
- 1944: Ode (herzien 1958)
- 1944: Symfonie nr. 1 in G majeur
- 1945: Pantomime concert suite uit het ballet Gift of the Magi
- 1948: Recordare
- 1955: Parade uit de opera Griffelkin
- 1955-1958: Symphony No. 2 Symphony of Chorales
- 1966: For 24 Winds; 2 versies
- 1967: Baroque Variations
  - On a Handel Larghetto
  - On a Scarlatti Sonata
  - On a Bach-prelude; 2e versie getiteld Phorion
- 1969: Geod voor groot orkest in vier groepen met optioneel koor
- 1973: Fanfare
- 1974: Salomon Rossi Suite
- 1975-1976: Folksong (herzien 1978)
- 1979: Quintets voor orkest; transcriptie van de componist van Brass Quintet (1978)
- 1982: Exeunt
- 1982: For 200 cello's (A Celebration)
- 1986: Griffelkin concert suite uit de opera
- 1989: March voor klein orkest uit de opera Griffelkin
- 1990: American Fanfare ook versie voor versterkte harp of elektrische gitaar, contrabas, versterkte piano, synthesizer of elektronisch orgel en symfonische band
- 1989-1991: Symphony No. 3 Symphony of Sorrows voor spreker ad libitum, obbligato piano en groot orkest
- 1994: Phorion versie van On a Bach Prelude van Baroque Variations
- 1995: Symfonie nr. 4 Window to the Past
- 2001: Symphonic Fantasy
- 1944: For Aaron voor fluit, hobo, klarinet, fagot, hoorn, trompet, trombone, percussie (optioneel), viool, altviool, cello, contrabas (2002), arrangement van Gift of the Magi

Harmonie-orkest
- 1990: American Fanfare voor versterkte harp of elektrische gitaar, contrabas, versterkte piano, synthesizer of elektronisch orgel en symfonische band; ook versie voor orkest
- 2000: Concert voor band

Concertante
- 1941, 1943: Concerto nr. 1 voor klarinet en orkest (1941); versie voor piano en orkest (1943)
- 1944: Three American Pieces voor fluit of viool en klein orkest; ook voor viool en piano
- 1947-1948: Concerto voor hobo en orkest
- 1949: Elegy voor klarinet en orkest
- 1949-1951: Concerto nr. 2 voor piano en orkest (herzien 1953); gemodelleerd naar Beethovens Pianoconcert nr. 5
- 1966: Celloconcert voor cello en orkest solo
- 1974: Concerto voor solo-percussie en groot of klein orkest
- 1972, 1983: Orpheus voor cello of altviool of viool en kamerorkest (1972); ook versie getiteld Orpheus en Euridice (1983)
- 1980-1981: Night Music for John Lennon (Prelude, Fuga and Chorale) voor koperkwintet en orkest
- 1983, 1972: Orpheus and Euridice voor 2 violen, kamerorkest en tape (1983); 2e versie van Orpheus (1972)
- 1985: Renaissance Concerto voor fluit en orkest
- 1988: Concerto nr. 2 voor klarinet en klein orkest; opstelling van kamerwerk, Tashi
- 1988: For Lenny, Variation on New York, New York voor obbligato piano en orkest; ook versie voor solo piano
- 1989: American Landscapes, concerto voor gitaar en klein orkest
- 1989: Elegy for Anne Frank voor kamerorkest en piano solo, spreker ad libitum; gedeelte uit Symfonie nr. 3; samengesteld ter herdenking van de 60ste verjaardag van Anne Frank
- 1993: Concerto for the Left Hand voor linkerhand piano en orkest
- 1996: For Tōru voor fluit en strijkorkest of strijkkwintet
- 1999: Capriccio voor cello en klein orkest
- 1999: Celebration voor koperkwintet en orkest
- 2000, 1982: Solo Transformed voor piano en klein orkest (2000); originele versie voor solo piano; ook versie getiteld  Solo Observed  voor piano en klein ensemble (1982)

Kamermuziek
- 1937: Sonate voor viool en piano
- 1940: Four Preludes voor fluit, klarinet en fagot
- 1940: Intermezzo voor cello en piano; transcriptie van de componist van de toneelmuziek  The Tempest
- 1941: Duo (Fantasia) voor cello en piano
- 1944, 1986: Three Pieces voor viool en piano (1944); georkestreerd als Three American Pieces; ook versie getiteld Three Early Pieces voor fluit en piano (1986)
- # Early Song
- # Toewijding
- # Composer's Holiday
- 1947: Strijkkwartet nr. 1 in G
- 1948: Capriccio voor cello en piano
- 1959: Studies in improvisatie voor klarinet, hoorn, cello, piano en percussie
- 1961-1963: Echoi voor klarinet, cello, percussie en piano
- 1964: Elytres voor fluit, 2 violen en kamerensemble
- 1967: Non-improvisation voor klarinet, cello, piano of klavecimbel, elektronisch orgel, percussie ad libitum
- 1968: Paradigma voor percussionist-dirigent, elektrische gitaar of elektrische sitar en drie andere instrumenten die een geluid kunnen ondersteunen (herzien 1969)
- 1970: MAP (Musicians at Play), muzikaal spel voor 4 virtuoze artiesten en elektronische banden
- 1971: Ni bruit ni vitesse voor 2 piano's en 2 percussionisten (om op de pianosnaren te spelen)
- 1972: La Grotte des Vents (The Cave of the Winds) voor blaaskwintet
- 1973: String Quartet No. 2 Divertissement pour Mica
- 1975: Strijkkwartet nr. 3
- 1977, 1980: Curriculum Vitae voor accordeon (1977); ook versie getiteld  Curriculum Vitae met tijdbom  (1980)
- 1977: Music for Six voor 6 g-sleutelinstrumenten (herzien 1978)
- 1979: Brass Quintet (1978); orkesttranscriptie van componist Quintets
- 1979: Round a Common Center voor 1 of 2 violen, altviool, cello, piano, mezzosopraan ad libitum, spreker ad libitum; in opdracht van de Olympische Spelen van 1980
- 1980, 1977: Curriculum Vitae met Time-Bomb voor percussie solo en opgenomen of live accordeon (1980); 2e versie van Curriculum Vitae voor accordeon
- 1982, 2000: Solo Observed voor piano en klein ensemble (vibrafoon of marimba, cello of harp, elektronisch orgel of accordeon) (1982); originele versie voor solo piano; ook versie getiteld Solo Transformed
- 1983: Percussion Quartet
- 1983: Trio voor hoorn, viool en piano
- 1985: Saxophone Quartet
- 1986: Tashi voor klarinet, piano en strijkkwartet
- 1987: Chaconne voor gitaar
- 1989: Central Park Reel voor viool en piano
- 1996: For Toru voor fluit en strijkkwintet (versie van orkestwerk)
- 1998: String Quartet No. 4; in opdracht van de Buffalo Chamber Music Society voor hun 75ste seizoen
- 2000: Strijkkwartet nr. 5
- 2000: Anniversary Fanfare for Aaron Copland voor 3 trompetten, 2 hoorns, 2 trombones, tuba en 2 percussionisten
- ????: Today voor 2 of meer artiesten

Orgel
- 1967: Four Études
- 1995: War and Peace

Piano
Foss' solo pianomuziek vormt een relatief klein onderdeel van zijn compositorische output. Toch demonstreert het als geheel zijn lichtere, neoklassieke stilistische praktijk en bijbehorende technieken. Dit repertoire beslaat een periode van 50 jaar van 1938 tot 1988 en omvat:
- 1938: Four Two-Part Inventions
- 1938: Grotesque Dance
- 1939: Sonatina
- 1940: Set of Three Pieces voor 2 piano's
- 1941: Passacaglia
- 1944: Fantasy Rondo
- 1949: Prelude in D
- 1953: Scherzo Ricercato
- 1981: Solo; ook versies getiteld Solo Observed en Solo Transformed
- 1988: For Lenny, variatie voor solo piano op Bernsteins lied New York, New York; ook versie voor obbligato piano en orkest

Het stuk dat zich onderscheidt van dit grotendeels neoklassieke repertoire is Solo, een hybride minimalistisch en twaalftoonwerk dat de geleidelijke transformatie van verschillende toonhoogtecollecties als leidend technisch principe hanteert. Aan het einde van Solo veranderen deze toonhoogtecollecties van serieel naar tonaal, wat een opmerkelijke verrassing teweegbrengt. Over For Lenny heeft de operacomponist Daniel Felsenfeld geschreven dat Foss liefdevol en voorzichtig is met zijn behandeling, vulgariteit of navelstaren vermijdt en in plaats daarvan een kalme (maar niet onstuimige) behandeling hiervan aanbiedt.
De wereldpremière van Foss' complete nog bestaande pianowerken werd in 2002 uitgebracht door het platenlabel Sonatabop.com in Milwaukee. Deze opname werd voltooid ter ere van Foss' 80ste verjaardag; het project is bedacht door pianist Daniel Beliavsky (geb. 1978), die in samenwerking met producenten Donald Sipe (de eigenaar en hoofd van Sonatabop.com en Omicronarts.com) en Yuri Beliavsky het repertoire opnam in de zomer van 2002. Naxos' publicatie van Foss' complete pianowerken dateert van begin 2005, meer dan twee jaar na de opname van Sonatabop. Ondanks deze chronologie voegde Naxos een valse bewering toe aan het cd-materiaal dat de publicatie de eerste is. Diverse recensies wijzen op deze discrepantie, waaronder een van John France op de Britse muzieksite MusicWeb-International, en een van Peter Grahame Woolf op een andere Britse site, Musical Pointers.
Koor
- 1943: The Prairie, cantate voor sopraan, alt, tenor, bas, gemengd koor en orkest; tekst door Carl Sandburg
- 1945: Tell This Blood voor gemengd koor; tekst door Aaron Kramer
- 1948: Adon Olom (The Lord of All), psalm voor gemengd koor, cantor en orgel
- 1950: Behold, I Build an House, cantate voor koor en orgel; Bijbelse tekst
- 1952: A Parable of Death voor tenor, verteller, koor en orkest; tekst door Rainer Maria Rilke
- 1955-1956: Psalms voor gemengd koor en klein orkest (of 2 piano's)
- 1965: The Fragments of Archilochos voor contratenor, mannelijke en vrouwelijke luidsprekers, 4 kleine koren, optioneel gemengd koor, gitaar, mandoline en percussie; tekst door Archilochus
- 1972: Three Airs for Frank O'Hara's Angel voor sopraan, mannelijke spreker, vrouwenkoor, fluit, piano en percussie; tekst door Frank O'Hara, V. R. Lang
- 1973: Lamdeni (Teach Me) voor gemengd koor en geplukte en geslagen klanken; tekst uit Hebreeuwse bronnen
- 1976: American Cantata voor sopraan, tenor, vrouwelijke spreker, mannelijke spreker, dubbel koor, orkest (herzien 1977); teksten van de componist en Arieh Sachs
- 1977-1978: Then the Rocks on the Mountain Began to Shout, Charles Ives voor 5 gemengde stemmen of a capella refrein; tekst door Walt Whitman
- 1979: With Music Strong voor gemengd koor en orkest; tekst door Walt Whitman
- 1983: De Profundis voor gemengd koor
- 1994: Sanctus voor gemengd koor en orkest

Zang
- 1938: Wanderers Gemütsruhe (Song for a Wanderer) voor sopraan (of tenor) en piano (herzien 1948); tekst door Johann Wolfgang von Goethe
- 1940: Where the Bee Sucks voor middelzware stem en piano; Ariel's lied uit de toneelmuziek  The Tempest ; tekst door William Shakespeare
- 1940: Melodrama and Dramatic Song for Michelangelo voor stem en orkest
- ????: Tanglewood Song voor stem (unisono stemmen) met begeleiding van 3 trompetten, 3 trombones en bas tuba
- 1945: Song of Anguish, cantate voor bariton of bas en groot orkest; Bijbelse tekst
- 1946: Song of Songs, cantate voor sopraan of mezzosopraan en orkest; Bijbelse tekst
- 1955: For Cornelia, lied voor zang en piano; tekst door William Butler Yeats
- 1959-1960: Time Cycle, 4 liedjes voor sopraan en orkest; versie voor sopraan, klarinet, cello, celesta, percussie; teksten van W. H. Auden, A. E. Housman, Franz Kafka, Friedrich Nietzsche
- 1978: Thirteen Ways of Looking at a Blackbird voor stem, fluit, piano, percussie en tape; tekst door Wallace Stevens
- 1980: Measure for Measure voor tenor en klein orkest; tekst door William Shakespeare

## Interviews
- Lukas Foss interview door Terry Gross, van Fresh Air programma, oorspronkelijk uitgezonden op 7 oktober 1987
- Interview met Lukas Foss door Bruce Duffie, 2 februari 1987

- Bibsys: 90604906
- Biblioteca Nacional de España: XX1561831
- Bibliothèque nationale de France: cb13928148r (data)
- Catàleg d'autoritats de noms i títols de Catalunya: 981058610305206706
- CiNii: DA09998876
- Gemeinsame Normdatei: 118862812
- International Standard Name Identifier: 0000 0001 1507 2304
- Library of Congress Control Number: n80158653
- Nationale Bibliotheek van Letland: 000037143
- MusicBrainz: 50920c8b-7cb2-41bc-8acf-c8ce55ab88d0
- Bibliotheek van het Japanse parlement: 01062335
- Nationale Bibliotheek van Tsjechië: xx0032621
- Nationale bibliotheek van Australië: 36528164
- Nationale Bibliotheek van Israël: 987007261206805171
- Nationale Bibliotheek van Polen: a0000002388366
- Nederlandse Thesaurus van Auteursnamen: 074906151
- SNAC: w65141k8
- Système universitaire de documentation: 080539033
- Trove: 1274226
- Virtual International Authority File: 97820402
- WorldCat: E39PBJc3HPvHt8HXqFBcgm6VG3